# Sandra Keith
Pour les articles homonymes, voir Keith.
Sandra Keith, née le 11 décembre 1980 à Ottawa, est une biathlète canadienne.

## Biographie
Sandra Keith honore sa première sélection avec l'équipe nationale aux Championnats du monde junior de 1998. C'est lors de la saison 2001-2002, qu'elle intègre l'élite du biathlon, la Coupe du monde. Lors de l'hiver suivant, elle remporte une course dans l'IBU Cup, l'individuel de Racines et prend part aussi aux Championnats du monde à Khanty-Mansiysk, ses premiers, se classant notamment 33e de l'individuel (son meilleur résultat en grand championnat).
Aux Jeux olympiques d'hiver de 2006, elle est 42e de l'individuel, 66e du sprint et 17e du relais.
Son meilleur résultat individuel en Coupe du monde est une 11e place au sprint de Pokljuka en 2007-2008.
Pour promouvoir le biathlon au Canada et financer l'équipe, elle participe au projet du calendrier Bold Beautiful Biathlon.
Elle est récipiendaire, en 2006, de la Médaille de l'Assemblée nationale.
Elle est l'épouse du biathlète norvégien Halvard Hanevold, mort en 2019.

## Palmarès

### Jeux olympiques d'hiver
| Épreuve / Édition          | Individuel | Sprint | Poursuite | Départ en masse | Relais |
| Jeux olympiques 2006 Turin | 42e        | 66e    | -         | -               | 17e    |

### Championnats du monde
| Épreuve / Édition                | Individuel                       | Sprint                           | Poursuite                        | Départ en masse                  | Relais                           | Relais mixte                     |
| Mondiaux 2003 Khanty-Mansiïsk    | 33e                              | 49e                              | 53e                              | -                                | -                                | Épreuve inexistante à cette date |
| Mondiaux 2004 Oberhof            | 70e                              | 69e                              | -                                | -                                | -                                | Épreuve inexistante à cette date |
| Mondiaux 2005 Hochfilzen         | 63e                              | 70e                              | -                                | -                                | 15e                              | Épreuve inexistante à cette date |
| Mondiaux 2005 Khanty-Mansiïsk    | Épreuve inexistante à cette date | Épreuve inexistante à cette date | Épreuve inexistante à cette date | Épreuve inexistante à cette date | Épreuve inexistante à cette date | 14e                              |
| Mondiaux 2006 Pokljuka           | Épreuve inexistante à cette date | Épreuve inexistante à cette date | Épreuve inexistante à cette date | Épreuve inexistante à cette date | Épreuve inexistante à cette date | 21e                              |
| Mondiaux 2007 Antholz-Anterselva | 47e                              | 51e                              | 44e                              | -                                | 14e                              | 14e                              |
| Mondiaux 2008 Östersund          | 63e                              | 56e                              | 49e                              | -                                | 19e                              | -                                |
| Mondiaux 2009 Pyeongchang        | 71e                              | 77e                              | -                                | -                                | 9e                               | -                                |

Légende :

 : épreuve inexistante

- : n'a pas participé à l'épreuve

### Coupe du monde
- Meilleur classement général : 54e en 2008.
- Meilleur résultat individuel : 11e.

#### Différents classements en Coupe du monde
| Année     | Classement général final | Sprint | Poursuite | Individuel | Mass start |
| 2005-2006 | 79e                      | -      | -         | 51e        | -          |
| 2007-2008 | 54e                      | 45e    | -         | -          | -          |